# Vlnová rovnice

Puls na struně s upevněnými konci modelovaný jednorozměrnou vlnovou rovnicí.

Vlnová rovnice je významnou parciální diferenciální rovnicí druhého řádu hyperbolického typu, která charakterizuje dynamiku vlnění, ať už v akustice, optice, elektromagnetismu či mechanice.

## Vlnová rovnice obecně
Vlnovou homogenní rovnici lze vyjádřit ve tvaru:
{\displaystyle {\frac {1}{c^{2}}}{\frac {\partial ^{2}z}{\partial t^{2}}}={\frac {\partial ^{2}z}{\partial x_{1}^{2}}}+{\frac {\partial ^{2}z}{\partial x_{2}^{2}}}+...+{\frac {\partial ^{2}z}{\partial x_{n}^{2}}}}
nebo ekvivalentně ve tvaru pomocí Laplaceova operátoru:
{\displaystyle {\frac {1}{c^{2}}}{\frac {\partial ^{2}z}{\partial t^{2}}}=\Delta z}
kde {\displaystyle z} představuje skalární funkci polohy a času.
V obecnějším tvaru má vlnová rovnice nehomogenní vyjádření:
{\displaystyle {\frac {1}{c^{2}}}{\frac {\partial ^{2}z}{\partial t^{2}}}=\Delta z+f(x_{1},x_{2},...,x_{n})}.

## Vlnová rovnice v elektromagnetismu
Vlnové rovnice popisující šíření proudových resp. napěťových vln v čase {\displaystyle t} po homogenním elektrickém vedení s rozloženými parametry o délce {\displaystyle l}:
{\displaystyle {\frac {\partial ^{2}}{{\partial x}^{2}}}i\left(t,x\right)-{\frac {1}{c^{2}}}{\frac {\partial ^{2}}{{\partial t}^{2}\ }}i\left(t,x\right)-B{\frac {\partial }{\partial t}}i\left(t,x\right)-A\ i\left(t,x\right)=0}
{\displaystyle {\frac {\partial ^{2}}{{\partial x}^{2}}}u\left(t,x\right)-{\frac {1}{c^{2}}}{\frac {\partial ^{2}}{{\partial t}^{2}\ }}u\left(t,x\right)-B{\frac {\partial }{\partial t}}u\left(t,x\right)-A\ u\left(t,x\right)=0}
{\displaystyle c^{2}={\frac {1}{\text{LC}}}\,\,\,\,\,\,\,\,\,\,}{\displaystyle B=\left(RC+LG\right)\,\,\,\,\,\,\,\,\,\,}{\displaystyle A=RG}

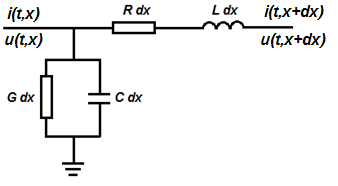
Element dx elektrického vedení modelovaný Г-článkem.

řešitelné při znalosti soustavy počátečních podmínek resp. okrajových podmínek I. druhu:
{\displaystyle \,\,\,\,\,\,\,i\left(0,x\right)\equiv \psi _{i}\left(x\right)\,\,\,\,} resp. {\displaystyle i\left(t,0\right)\equiv \mu _{i}\left(t\right)}
{\displaystyle {\frac {\partial }{\partial t}}i\left(0,x\right)\equiv {\dot {\psi _{i}}}\left(x\right)\,\,\,\,\,} resp. {\displaystyle i\left(t,l\right)\equiv \nu _{i}\left(t\right)}
{\displaystyle \,\,\,\,\,\,\,u\left(0,x\right)\equiv \psi _{u}\left(x\right)\,\,\,} resp. {\displaystyle u\left(t,0\right)\equiv \mu _{u}\left(t\right)}
{\displaystyle {\frac {\partial }{\partial t}}u\left(0,x\right)\equiv {\dot {\psi _{u}}}\left(x\right)\,\,\,} resp. {\displaystyle u\left(t,l\right)\equiv \nu _{u}\left(t\right)}
mají následující partikulární řešení pro fázory proudu a napětí splňující podmínky {\displaystyle \mu } resp. {\displaystyle \nu }:
{\displaystyle \mathbf {I} \left(x\right)=\mathbf {I} \left(0\right)\cosh {\mathbf {p} x}-\mathbf {Y} _{0}\mathbf {U} \left(0\right)\sinh {\mathbf {p} x}=\psi _{i}\left(x\right)}
{\displaystyle \mathbf {U} \left(x\right)=\mathbf {U} \left(0\right)\cosh {\mathbf {p} x}-\mathbf {Z} _{0}\mathbf {I} \left(0\right)\sinh {\mathbf {p} x}=\psi _{u}\left(x\right)}
resp.
{\displaystyle \mathbf {I} \left(x\right)=\mathbf {I} \left(l\right)\cosh {\mathbf {p} (x-l)}-\mathbf {Y} _{0}\mathbf {U} \left(l\right)\sinh {\mathbf {p} (x-l)}=\psi _{i}\left(x\right)}
{\displaystyle \mathbf {U} \left(x\right)=\mathbf {U} \left(l\right)\cosh {\mathbf {p} (x-l)}-\mathbf {Z} _{0}\mathbf {I} \left(l\right)\sinh {\mathbf {p} (x-l)}=\psi _{u}\left(x\right)}
kde:
{\displaystyle \mathbf {p} ^{2}=\left(R+j\omega L\right)\left(G+j\omega C\right)=\mathbf {Z} \ \mathbf {Y} \,\,\,\,\,\,\,\,\,\,}{\displaystyle \mathbf {Z} _{0}\equiv {\sqrt {\frac {\mathbf {Z} }{\mathbf {Y} }}}\,\,\,\,\,\,\,\,\,\,}{\displaystyle \mathbf {Y} _{0}\equiv {\sqrt {\frac {\mathbf {Y} }{\mathbf {Z} }}}}
a {\displaystyle R,L,G,C} jsou parametry vedení (rezistance, indukčnost, konduktance, kapacita) a {\displaystyle \omega } je úhlová frekvence sítě.